# Marcus Petreius
Pour les articles homonymes, voir Petreius.
Marcus Petreius (v. 110 av. J.-C. – mort en avril 46 av. J.-C.) est un général de la République romaine, l'un des lieutenants de Pompée au cours de la guerre civile de César.

## Biographie
Lors de la conjuration de Catilina, pendant la maladie du consul Antonius, collègue de Cicéron, Marcus Petreius marche contre Catilina et écrase son armée, dans la terrible bataille de Pistoïa (63 av. J.-C.).
Il embrasse le parti de Pompée et du sénat contre César et devint un acteur important de la lutte entre César et Pompée, connue sous le nom de guerre civile romaine de 49 av. J.-C.
En 49 av. J.-C., il combat en Espagne, avec Lucius Afranius, comme lieutenant de Pompée et est battu par César à Ilerda.
En 46 av. J.-C., il est blessé à Ruspina et assiste à la bataille de Thapsus qui achève la ruine du parti républicain. Il veut se réfugier avec le roi Juba Ier, dans la ville tunisienne de Zama, célèbre pour la bataille qui s'y déroula en 202 av. J.-C., qui leur ferme ses portes. Ils se donnent mutuellement la mort en 46 av. J.-C. dans une maison isolée.